# Kościół św. Marcina w Goli Świdnickiej
Kościół pw. św. Marcina w Goli Świdnickiej – kościół z XVI w. w Goli Świdnickiej (gmina Marcinowice, powiat świdnicki (województwo dolnośląskie), na terenie diecezji świdnickiej. Kościół filialny parafii pw. Wszystkich Świętych w Strzelcach.

## Architektura
Kościół jednonawowy w stylu gotyckim z prezbiterium nakrytym sklepieniem gwiaździstym, z wieżą. 